# Combat de San Nicolás
El Combat de San Nicolás va tenir lloc davant d'aquesta localitat el 2 de març del 1811. Va ser un enfrontament naval lliurat al riu Paranà entre la flota de Montevideo i la primera petita flota creada per la Junta de Govern de les Províncies Unides del Riu de la Plata. Va ser una acció naval que va culminar amb la destrucció de la petita flota de la Junta i amb la possibilitat d'alleugerar l'aïllament logístic i tàctic de l'exèrcit que realitzava la Expedició al Paraguai. Cinc dies després la Junta va ordenar a l'exèrcit donar per acabada la campanya i abandonar la província del Paraguai rumb a la Banda Oriental.

## Antecedents
El 25 de maig del 1810 es va constituir a Buenos Aires una Junta que va assumir el govern en nom de Ferran VII, ja que la resistència a espanya contra les forces napoleòniques només subsistia a la badia de Càdis. Les pretensions d'hegemonia de la Junta de Buenos Aires sobre la resta del virregnat va generar l'oposició de les autoritats de Montevideo. En aquesta ciutat tenia el seu lloc la Posta Naval de Montevideo creada al mateix moment que el Virregnat del Riu de la Plata a l'agost del 1776. "Quan va amainar maig ens vam quedar sense armada. Vam deixar que tots els marins se n'anessin a Montevideo". Les conseqüències van ser que des de Montevideo aquestes forces van dominar el Riu de la Plata i els Rius.
Per altra banda, la Junta també va voler imposar la seva superioritat sobre la batalla pel congrés celebrat a Asunción el 24 de juliol del 1810. La ordre de detenció de bucs que anaven o venien del Paraguai per asfixiar-la econòmicament quan el 30 de setembre del 1810 la petita flota enviada pel governador Bernardo de Velasco va recuperar sense cap oposició els bucs detinguts a Corrientes.

## Creació de la flota patriota
La junta de govern instal·lada a Buenos Aires va confiar al salteny Francisco de Gurruchaga, nomenat vocal de Marina, l'encàrrec de posar en peu de guerra una esquadra naval. Amb grans esforços, Gurruchaga va adquirir a particulars cinc bucs de diferents tipus, i en va equipar tres d'ells amb artilleria extreta majoritàriament de la circulació per inservible, amb un total de trenta-tres canyons. Es tractava d'una Goleta, un Bergantí i una Balandra que van ser batejats respectivament Goleta invencible, Bergantí 25 de maig i Balandra Americana.
El reclutament de la tripulació va ser un altre desafiament, doncs els habitants de les pampes, no estaven acostumats a la vida marinera. La solució va ser usar a estrangers, que ni tan sols entenien el castellà encara que les guarnicions si van ser aixecades amb habitants criolls.
El comandament de la petita flota li va donar al ex-corsari d'origen maltès Juan Bautista Azopardo, nomenat tinent coronel de marina. Aquest mariner havia arribat al Riu de la Plata a principis del segle xix i havia participat durant les Invasions Angleses del 1806 i 1807 com a corsari.

## La primera missió
A principis del 1811 la Junta es trobava immersa en diferents conflictes armats. Un d'aquests fronts estava a càrrec de l'exèrcit de Manuel Belgrano que havia set enviat a la Intendència del Paraguai per a sotmetre-la a la seva autoritat, i que derrotat en la batalla del Paraguarí es trobava a la defensiva sobre el riu Tacuarí. La junta va decidir enviar una petita flota per atendre la petició de reforços que va fer Belgrano i al mateix temps neutralitzar les naus paraguaianes que controlaven el riu Paranà als ports de San Cosme i Damián i Candelaria. Va encomanar a Azopardo fer-se càrrec d'aquesta missió.
El maltès va fer hissar la seva bandera a la invencible (quatre canyons de dotze, quatre canyons de vuit, i seixanta-sis tripulants), essent el seu segon comandant l'espanyol José Díaz Edroza. El francès Hipòlito Bouchard va ser ficat a càrrec del bergantí 25 de maig (catorze carronades de dotze en bandes, dos canyons de dotze a proa, i dos de vuit a popa, amb cent-vuit tripulants), portant com a seu segon a l'espanyol Manuel Suárez. Finalment, la balandra Americana (canyó de sis giratori i dos de tres a les bandes amb vint-i-sis homes) va quedar a càrrec del francès Ángel Hubac, i com a segon Juan Francisco Díaz Edroza :.
La petita flota d'Azopardo amb dos-cents homes i armament va sortir del Port de Buenos Aires el 10 de febrer del 1811. Al passar per l'illa Martín García, Azopardo va obrir el seu plec d'instruccions que li ordenaven, previes escales al paratge Anna Maria, a la boca del Colastiné amunt, a Santa Fe, i seguir el viatge a Corrientes amb l'objectiu d'impedir el trànsit entre Montevideo i el Paraguai. En especial, havia d'aturar dos bergantins que viatjaven cap a Asunción amb un convoi que portava fusells i municions. El seté article de les instruccions que portava Azopardo deien:
| « | Trobant-se les nostres forces navals amb les ja indicades a Montevideo, entraran precisament en combat amb elles, i les seguiran fins a fer-les presa, porcurant abans de caure que permetin que escapin o caure en les seves mans presoneres | » |

Es va sol·lictar als pobles riberenys desde San Pedro i fins al nord, la provisió de cavalls per a Sirgar les naus en cas de poc vent.
Les autoritats de Montevideo estaven assabentades d'aquests plans i van destacar una petita flota per a interceptar als revolucionaris. La missió va ser confiada al mariner Jacinto Romarate que va salpar de Montevideo - només un dia després que la esquadra criolla - al capdavant dels bergantins Belén (catorze canyons, tinent de fragata José María Robión), el Bergantí Cisne (dotze canyons, tinent de fragata Manuel de Clemente i Miró) i els falutxs Fama (un canyó, comandant Joaquín Tosquilla) i San Martín (un canyó, i l'alferes del navili José Aldana). Poc després la petita flota va incorporar una llanxa i dues balandres. Tenia menys canyons que el seu oponent, però el superava en nombre de vaixells i tripulants.
El 20 de febrer la Junta va tenir notícies de que la petita flota de Montevideo havia entrat al canal rumb al Paranà i ho va notificar immediatament a Azopardo. Amb un suau vent nord, ambdues esquadres avançaven lentament. El segon article de les instruccions deia:
| « | Perquè en els pobles que es trobin a la costa no dubtin de que són bucs de Buenos Aires, onejaran la bandera anglesa al pal trinquet i la espanyola al pic de la major; I la balandra, bandera espanyola únicament. | » |

Amb aquestes insígnies, el 22 de febrer la petita esquadra va passar davant de San Pedro.
El 26 de febrer, deu milles aigües amunt de San Nicolás de los Arroyos, Azopardo van tenir notícies de que Romarate havia passat ja davant de San Pedro i va decidir presentar combat al pas estret de San Nicolàs, perquè l'illa estava ubicada davant del poble. Va navegar aigües avall, i a la tarda va ancorar a un quart de llegua al sud del poblat. Va ancorar els dos bucs menors reposats sobre la riera i el 25 de maig al front. El 27 de febrer el cap patriota va encomanar a Hubac muntar dues bateries a la costa, a deu quadres del poble, amb canyons de l'invencible i del 25 de maig, alguns mariners i cinquanta milicians de Sna Nicolás per a la seva defensa.
A les últimes hores d'aquell dia, Romarate va arribar a l'illa del Tonelero, quatre llegues riu avall i va amarrar per a passar la nit. L'acompanyaven dues naus mercants.

## El combat de San Nicolás

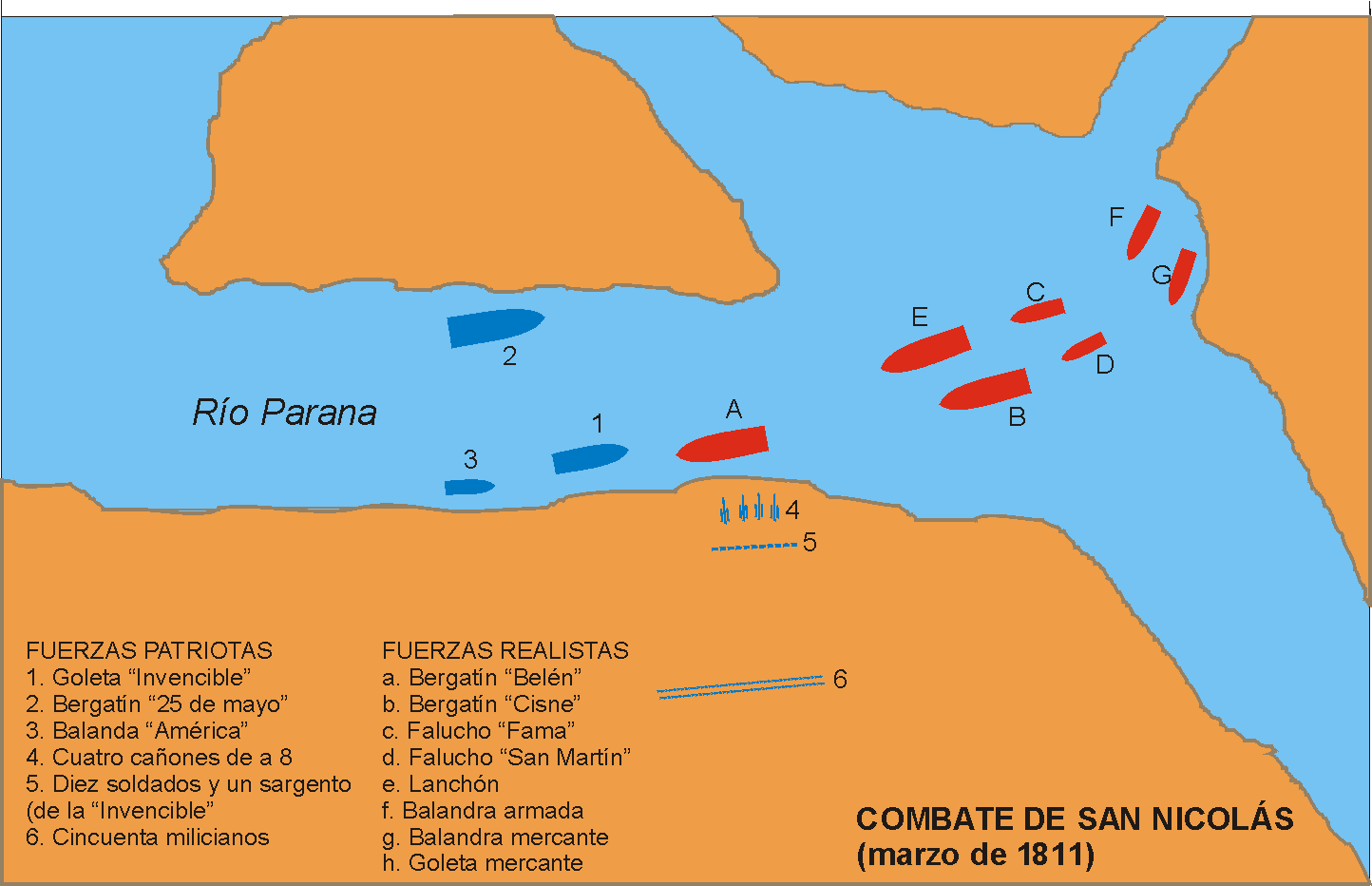
Croquis del combat de San Nicolás, segons un esbós dibuixat pel propiAzopardo.

El 28 de febrer la petita esquadra patriota va albirar a la punta de l'illa a la esquadra enemiga, així que va començar a remuntar el riu per prendre posicions. Les dues esquadres van mostrar el seu estendard -ambdues usaven el mateix- i Romarate va enviar un parlamentari per incitar i negociar la rendició, però Azopardo es va negar a rebre'l. No hi va haver però més combat que el foc dels patriotes sobre una llanxa amb la qual Romarate efectuava un reconeixement aprofitant la nit. A la mitjanit de l'1 de març un violent vent pamper (vent del sud-oest) va arrossegar l'àncora de la Invencible i va trencar les amarres de la 25 de Maig.
El 2 de març el vent havia girat al sud afavorint a Romarate. Azopardo va hissar al màxim la bandera vermella de guerra a mort i va ordenar als seus vaixells no obrir foc fins que ho fes la capitana, i a la bateria -reforçada amb 36 milicians de Rosario destacats pel capità Gregorio Cardozo- mantenir-se oculta i sense obrir foc fins a nova ordre.
A les 9:00 els quatre principals vaixells reialistes es van aproximar i a 200 metres de la barranca van obrir foc. Malgrat les seves ordres, el 25 de Maig va respondre, igual que la bateria que va revelar així la seva posició. En intentar maniobrar lluny de la bateria, els bergantins reialistes Belén i Cisne van quedar encallats sobre el banc de l'illa. Mentre continuava l'intercanvi de foc d'artilleria, Bouchard va passar a la capitana per proposar atacar les naus encallades, però Azopardo ho va descartar degut a les dificultats que plantejaria maniobrar per un canal tant estret canal amb els vents en contra i davant la indecisió dels seus oficials. La Belén va desencallar ràpidament però la Cisne només va poder fer-ho dues hores després, amb quatre impactes a la bateria, aconseguint retirar-se al nord-oest de l'illa. En l'acció inicial, la Fama havia perdut el seu únic canó, pel que la seva tripulació va ser distribuïda pels vaixells restants.
A la tarda els reialistes van intentar un nou atac. La Belén, a l'avantguarda, va avançar sobre la Invencible, mentre que la Cisne, amb Romarate a bord, feia el mateix sobre la 25 de Maig. La Invencible va rebre de ple una descàrrega del seu atacant, que va causar nombroses baixes i un conat de fugida que Azopardo va aconseguir frenar arma en mà. Per la seva banda, Romarate va llançar la Cisne a l'abordatge de la 25 de Maig i davant la imminent lluita dels tripulants inexperts, aquests van ser presa del pànic i malgrat els intents de Bouchard per impedir-ho van abandonar el vaixell llançant-se a l'aigua, fugint finalment del seu comandant. L'Amèrica va rebre diversos impactes que li van obrir un forat a la proa i van provocar que comencés a inundar-se el celler, per la qual cosa va ser abandonada per la seva tripulació.
Els navilis reialistes es van acostar a la Invencible, que després de només mitja hora de foc, lluitava sola amb danys a l'arboradura i quaranta-un tripulants morts o ferits. Abordada per una llanxa de la Cisne, Azopardo i vuit tripulants il·lesos van mantenir la resistència durant prop de dues hores fins que la situació es va fer insostenible. Azopardo va disparar a boca de canó les seves dues pistoles per volar la Santabàrbara (ubicació on hi ha la pólvora), però el foc no es va estendre i només va aconseguir patir cremades menors. Quan va insistir en la seva obstinació, els ferits li van suplicar que no ho fes, de manera que va accedir a rendir-se davant Robión.
Després d'apoderar-se de les naus, al vespre, Romarate va desembarcar cinquanta homes que van desmuntar els canons de la improvisada bateria i van recórrer el poble sense causar danys. Tres vaixells van continuar riu amunt, van desembarcar el 10 de març breument a Rosario i van seguir fins a Santa Fe, tornant després a Colònia.

## Conseqüències
La derrota va ocasionar la destrucció de la força naval patriota i el domini dels rius (de la Plata, del Paraná i de l'Uruguai) per part de la flota reialista de Montevideo; Aquesta situació es modificaria posteriorment al 1813 amb la creació d'una nova esquadra naval i els triomfs que amb ella va obtenir l'irlandès William Brown. En un primer moment, però, va significar que els reforços sol·licitats pel general Belgrano no van arribar al seu destí. Pocs dies després del Combat de Sant Nicolás, l'exèrcit de Belgrano va ser atacat i derrotat en la batalla de Tacuarí el 9 de març del 1811.
Les principals baixes patriotes van ser els quaranta-un homes de la Invencible. A més de Azopardo, van ser presos seixanta-dos presoners, alguns dels quals van ser ràpidament agregats a les forces terrestres de Montevideo. Els reialistes van patir també importants pèrdues, entre elles dotze morts i setze ferits a la Belén .
Azopardo va ser portat a Espanya i reclòs a Ceuta. El govern revolucionari de Buenos Aires, malgrat això, li va iniciar un procés judicial en la seva absència per dictaminar la seva responsabilitat en la derrota. L'informe va reconèixer la valentia desplegada per Azopardo, però va concloure que havia demostrat imperícia en la seva gestió i que havia permès la indisciplina de la seva tripulació. La sentència dictada va ser la inhabilitació a perpetuïtat per comandar a les forces armades, establint-se que només podia servir com a subordinat.
Azopardo no va poder complir aquesta sentència però a Espanya va enfrontar-se a judicis per adherir-se a la causa revolucionària; Va ser condemnat a mort tres vegades, i indultat altres tantes. Finalment, el 1820, el moviment liberal constitucionalista espanyol encapçalat pel general Rafael de Riego el va posar en llibertat, permetent tornar a Amèrica. A l'any següent, oblidada la sentència d'inhabilitació, Buenos Aires va integrar novament a Azopardo a les files de la marina.
La Junta va comunicar al poble la derrota amb una proclama el 4 de març de 1811, restant-li importància:.
| « | Si un lleuger revés de la fortuna ens llancés a l'abatiment, els deia Cèsar als seus soldats, això seria no conèixer els seus favors. El mateix us diem a vosaltres. Nou mesos de triomfs no queden en res per uns fràgils vaixells que vam tenir abandonats en total inacció: amb ells res vam fer; sense ells arribarem a coronar, tenint la glòria de treure això més a l'enemic. | » |